# Boyd Alexander
Boyd Francis Alexander (Cranbrook, 16 gennaio 1873 – 2 aprile 1910) è stato un esploratore, ornitologo e ufficiale inglese.

## Biografia
Il tenente Boyd Francis Alexander era il figlio maggiore del tenente colonnello Boyd Francis Alexander. 
Da parte di sua madre era imparentato con il nipote di David Wilson, il fondatore di uno dei più famosi alberghi dell'India, il Great Eastern Hotel di Calcutta.
Alexander partecipò ad una spedizione che attraversò l'Africa dal fiume Niger fino al Nilo, esplorando l'area del lago Chad. 
Alexander era accompagnato dal fratello Claud, dal capitano G. B. Gosling e da José Lopes. 
Nel febbraio 1904 partirono dalla foce del Niger, risalendo il corso del fiume fino a Lokoja. Claud morì nell'ottobre dello stesso anno di febbre tifoide dopo aver esplorato il Murchison Range. 
Boyd e Gosling esplorarono l'area circostante al lago Chad. 
Gosling morì nel giugno 1906 a Niangara di febbre emoglobinurica.
Boyd seguì quindi il corso del fiume Kibali, raggiungendo il Nilo verso la fine dell'anno e facendo ritorno in Inghilterra nel febbraio 1907.
Il racconto di Alexander From The Niger To The Nile fu pubblicato verso la fine dell'anno.
Alexander e Lopes fecero nuovamente ritorno in Africa nel 1909. Visitarono la tomba di Claud a Maifoni nel Bornu e quindi proseguirono per Ouadai. 
Boyd fu ucciso nel corso di un diverbio con indigeni nei pressi di Nyeri. Il suo corpo fu recuperato da soldati francesi e sepolto accanto a suo fratello a Maifoni.

## Onorificenze
Nel 1908 fu premiato con la Medaglia d'Oro della Royal Geographical Society "per il suo viaggio di tre anni attraverso l'Africa dal Niger al Nilo."